# Präsidentschaftswahl in Benin 2021
Die Präsidentschaftswahl in Benin 2021 fand in einem Wahlgang am 11. April 2021 im westafrikanischen Staat Benin statt. Präsident Patrice Talon wurde mit 86,30 Prozent der Stimmen in seinem Amt bestätigt.

## Hintergrund
Im Jahr 2019 wurde im Zuge einer Wahlrechtsreform ein „Patensystem“ für Kandidaten um das Präsidentenamt eingeführt. Interessierte Bewerber mussten demnach im Vorfeld die Unterstützung von zehn Prozent der Bürgermeister und Parlamentarier nachweisen. 20 Personen reichten Unterlagen ein, darunter der Juraprofessor Joël Aïvo und die (unter Boni Yayi amtierende) ehemalige Ministerin Reckya Madougou; in 17 Fällen erfolgten Ablehnungen seitens der Wahlbehörde. Akzeptiert wurden die Unterlagen des parteilosen Talon und seiner designierten Vizepräsidentin Mariam Chabi Talata und von den Duos Alassane Soumanou (FCBE) und Paul Hounkpe sowie Corentin Kohoue (LD) und Irénée Agossa. Fünf Jahre zuvor standen 33 Bewerber auf der Liste, 2011 waren es 14.
Gut 4,8 Millionen Wähler waren registriert, etwas mehr als 50 Prozent von ihnen machten von ihrem Wahlrecht Gebrauch. Dabei stimmten 86,30 Prozent für das Gespann Talon-Talato, 11,37 für die Zweitplatzierten Soumanou und Hounkpe sowie 2,34 für Kohoue/Agossa. Die schwache Beteiligung war ein Thema in den Berichten der Wahlbeobachter der Westafrikanischen Wirtschaftsgemeinschaft (CEDEAO) und der Organisation der Frankophonie (OIF). Auch hielten sie fest, dass die Wahl „ordentlich, transparent und professionell“ verlaufen sei, auch wenn es regionale Ausnahmen gegeben habe.

## Ergebnisse
| Kandidaten                              | Parteien                             | Stimmen   | %    |
| --------------------------------------- | ------------------------------------ | --------- | ---- |
| Patrice Talon Vize: Mariam Chabi Talata | Parteilos                            | 1.982.534 | 86,3 |
| Alassane Soumanou Vize: Paul Hounkpe    | Forces Cauris pour un Bénin émergent | 261.096   | 11,4 |
| Corentin Kohoue Vize: Irénée Agossa     | Les Démocrates                       | 53.685    | 2,3  |
| Gesamt                                  | Gesamt                               | 2.297.315 | 100  |
|                                         |                                      |           |      |
| Ungültige Stimmen                       | Ungültige Stimmen                    | 134.099   | 5,5  |
| Wähler                                  | Wähler                               | 2.431.414 | 50,6 |
| Wahlberechtigte                         | Wahlberechtigte                      | 4.802.303 |      |